# Piaroa villarreali
Espèce
Piaroa villarreali est une espèce de schizomides de la famille des Hubbardiidae.

## Distribution
Cette espèce est endémique du département de Risaralda en Colombie. Elle se rencontre vers La Celia à 1 720 m d'altitude dans la cordillère Occidentale .

## Description
Le mâle holotype mesure 3,85 mm et la femelle paratype 3,77 mm.

## Étymologie
Cette espèce est nommée en l'honneur de Osvaldo Villarreal Manzanilla.

## Publication originale
- Armas & Delgado-Santa, 2012 : Nueva especie de Piaroa de la cordillera occidental de los Andes colombianos y segundo registro de Stenochrus portoricensis Chamberlin, 1922 para Colombia (Schizomida: Hubbardiidae). Boletín de la Sociedad Entomológica Aragonesa, no 50, p. 183‒186 (texte intégral).